# Chiesa di San Nicolò della Moneta
La chiesa di San Nicolò della Moneta è una chiesa sconsacrata della città di Pavia. 

## Storia e descrizione
Già menzionata negli estimi del 1250 tra le parrocchie di Porta Marenga, trae il nome dal fatto che si trovava presso la zecca. La parrocchia è menzionata nelle Rationes Decimarum del 1322- 1323, e nelle visite pastorali del 1460 e del 1576, grazie alle quali sappiamo che contava circa 200 parrocchiani. La chiesa fu ricostruita nel 1609 in forme barocche e, nel 1769, disponeva di quattro sacerdoti e tre chierici, ma scarsa era la dotazione patrimoniale dell'ente, solo tre pertiche di fondi agricoli, e la popolazione, 247 anima da comunione nel 1779. Con il piano governativo di riordino delle parrocchie urbane voluto dall'imperatore Giuseppe II nel 1788, la piccola parrocchia fu soppressa e inclusa nella parrocchia del Duomo. L'edificio fu dunque sconsacrato nel 1789 e adibito ad abitazioni e attività commerciali, pur conservando parte del decoro in cotto della facciata secentesca.